# Mailly-Raineval
Pour les articles homonymes, voir Mailly.
Mailly-Raineval est une commune française située dans le département de la Somme, en région Hauts-de-France.

## Géographie

### Localisation
Mailly-Raineval est un village picard de l'Amiénois.
Limitrophe d'Ailly-sur-Noye et Moreuil, la localité est située à 14 km de Montdidier, 18 km au sud de Corbie, 20 km au sud-est d'Amiens et à 43 km au nord-est de Beauvais à vol d'oiseau.
Le territoire de la commune est limitrophe de ceux de huit communes.
Les communes limitrophes sont  Ailly-sur-Noye, Braches, Louvrechy, Moreuil, Morisel, Rouvrel, Sauvillers-Mongival et Thory.

### Sol, sous-sol, relief, hydrographie
Le sous-sol est constitué notamment d'argiles sur une épaisseur allant de quelques centimètres à quelques mètres couvrant un socle calcaire mis en place lorsque la mer couvrait encore la région. Les sols portent des cultures céréalières, de betteraves ou oléagineuses, plus rarement des pommes de terre, des pelouses calcicoles abritant des parures notamment lorsque le relief ne permet pas les cultures, ainsi que de nombreux bois et bosquets.
Le climat est caractéristique de la région. Des phénomènes rares surviennent avec des épisodes pluvieux parfois aussi brefs qu'intenses comme le 3 septembre 2011 où un concours de circonstances a eu lieu : en effet, une période de sécheresse venait d'avoir lieu, le sol était alors déshydraté et peu perméable, en amont du village notamment où deux des plus gros champs étaient ensemencés de colza. Le sol était fraichement travaillé, de manière assez fine. Un orage avec des précipitations intenses (65 mm de précipitations sur 15 à 30 min) s'est abattu sur l'ensemble du complexe de vallée. Le relief et l'absence de haies ont favorisé l'écoulement de l'eau sur une dizaine de kilomètres formant ainsi une coulée de boue massive traversant le village dans le fond de vallée, entrainant ruptures de murets et inondations de caves.

### Hydrographie
La commune est située dans le bassin Artois-Picardie. Elle n'est drainée par aucun cours d'eau.

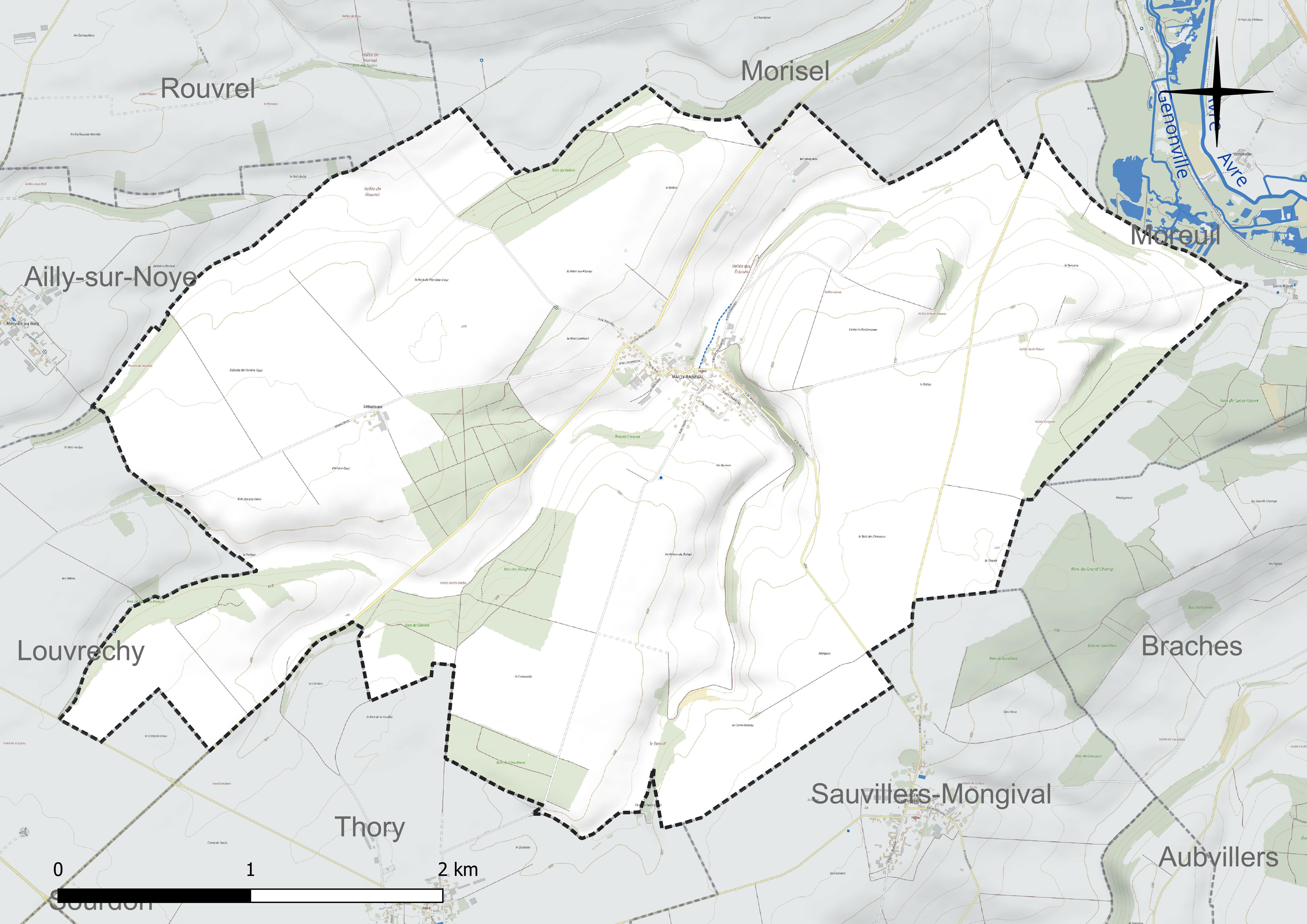
Réseau hydrographique de Mailly-Raineval.

### Climat
Pour des articles plus généraux, voir Climat des Hauts-de-France et Climat de la Somme.
En 2010, le climat de la commune est de type climat océanique dégradé des plaines du Centre et du Nord, selon une étude du CNRS s'appuyant sur une série de données couvrant la période 1971-2000. En 2020, Météo-France publie une typologie des climats de la France métropolitaine dans laquelle la commune est exposée à un climat océanique et est dans la région climatique Nord-est du bassin Parisien, caractérisée par un ensoleillement médiocre, une pluviométrie moyenne régulièrement répartie au cours de l'année et un hiver froid (3 °C).
Pour la période 1971-2000, la température annuelle moyenne est de 10,6 °C, avec une amplitude thermique annuelle de 14,1 °C. Le cumul annuel moyen de précipitations est de 675 mm, avec 11,6 jours de précipitations en janvier et 8,4 jours en juillet. Pour la période 1991-2020, la température moyenne annuelle observée sur la station météorologique la plus proche, située sur la commune de Rouvroy-les-Merles à 13 km à vol d'oiseau, est de 10,7 °C et le cumul annuel moyen de précipitations est de 647,9 mm,. Pour l'avenir, les paramètres climatiques de la commune estimés pour 2050 selon différents scénarios d'émission de gaz à effet de serre sont consultables sur un site dédié publié par Météo-France en novembre 2022.

## Urbanisme

### Typologie
Au 1er janvier 2024, Mailly-Raineval est catégorisée commune rurale à habitat dispersé, selon la nouvelle grille communale de densité à sept niveaux définie par l'Insee en 2022.
Elle est située hors unité urbaine. Par ailleurs la commune fait partie de l'aire d'attraction d'Amiens, dont elle est une commune de la couronne,. Cette aire, qui regroupe 369 communes, est catégorisée dans les aires de 200 000 à moins de 700 000 habitants,.

### Occupation des sols
L'occupation des sols de la commune, telle qu'elle ressort de la base de données européenne d'occupation biophysique des sols Corine Land Cover (CLC), est marquée par l'importance des territoires agricoles (87,3 % en 2018), en diminution par rapport à 1990 (88,6 %). La répartition détaillée en 2018 est la suivante : 
terres arables (87,3 %), forêts (10,9 %), zones urbanisées (1,8 %). L'évolution de l'occupation des sols de la commune et de ses infrastructures peut être observée sur les différentes représentations cartographiques du territoire : la carte de Cassini (XVIIIe siècle), la carte d'état-major (1820-1866) et les cartes ou photos aériennes de l'IGN pour la période actuelle (1950 à aujourd'hui).

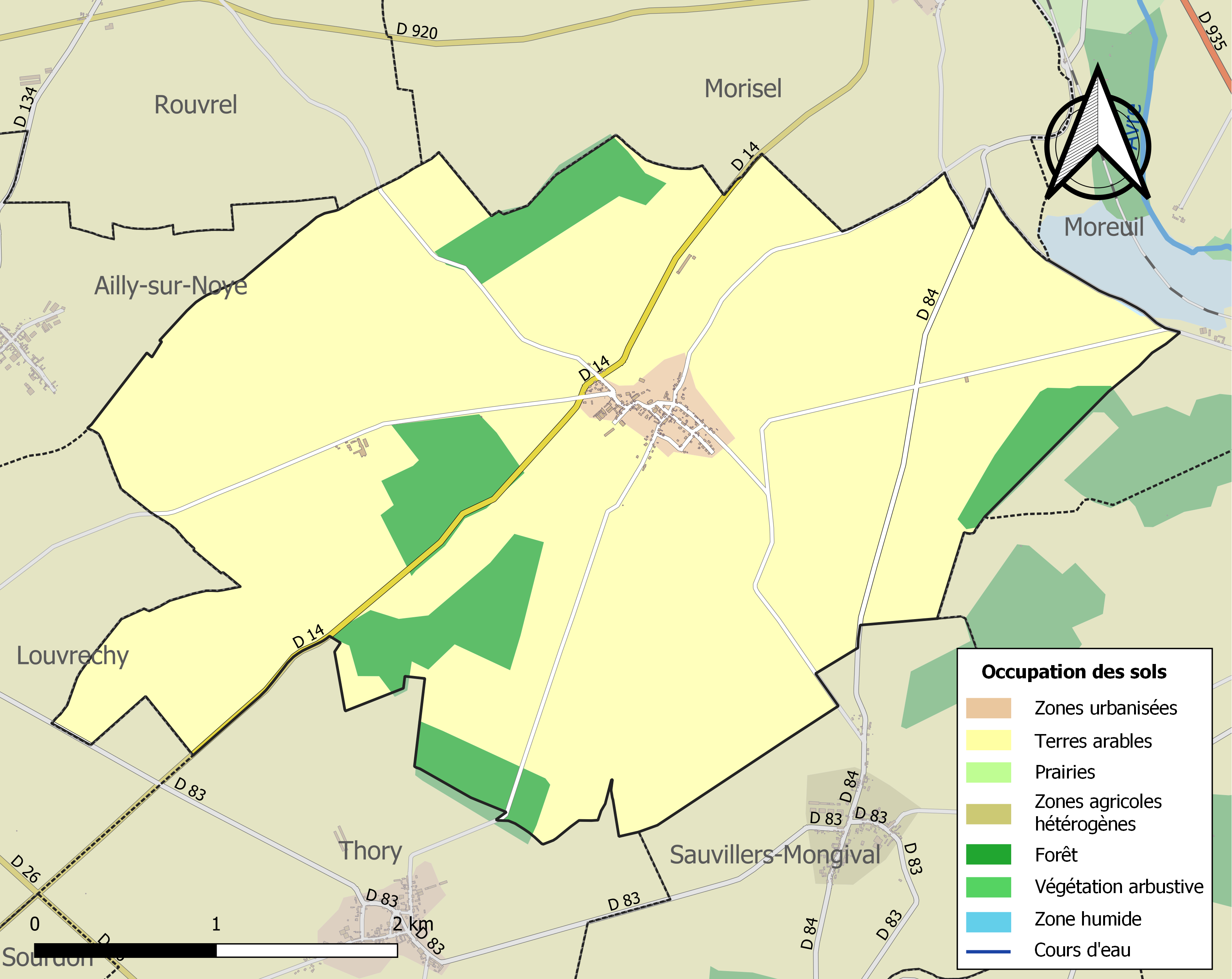
Carte des infrastructures et de l'occupation des sols de la commune en 2018 (CLC).

### Voies de communication et transports
En 2019, il est desservi par les lignes d'autocars du réseau Trans'80, Hauts-de-France, tous les jours sauf le dimanche et les jours fériés (ligne no 41, Montdidier - Ailly-sur-Noye - Amiens).

## Toponymie
Le nom de la localité est attesté sous les formes Raineval en 1204 ; Reneval en 1227 ; Rayneval en 1301 ; Rainneval en 1301 ; Resneval en 1371 ; Rineval en 1567 ; Rinval en 1579 ; Rujuvenal en 1648 ; Rimual en 1638 ; Rinneval en 1657 ; Renneval en 1695 ; Mailly en 1757 ; Mailly-Comté en 1790 ; Mailly-Raineval en 1801.
Rai- neval ( « le vallum , le fort construit dans le rain , dans le bois » ) est son nom primitif , mais modifié en 1744 , lorsqu'il a été érigé en marquisat en faveur de la famille de Mailly.

## Histoire
La terre de Raineval fut érigée en comté de Mailly par lettres du roi Louis XV, données en janvier 1744, en faveur de Augustin Joseph de Mailly, seigneur d'Haucourt, maréchal de France en 1783, Elle prend alors le nom de Mailly-Raineval. Elle était à cette époque, le centre d'un important domaine regroupant 10 paroisses et 37 fiefs.
Première Guerre mondiale.
Le village est situé dans la zone des combats de la Première Guerre mondiale, notamment pendant l'offensive du printemps de 1918,.
À la fin du conflit, le village est considéré comme détruit,,,,, et a été décoré de la Croix de guerre 1914-1918 le 30 octobre 1920.

## Politique et administration

### Rattachements administratifs et électoraux
La commune se trouve dans l'arrondissement de Montdidier du département de la Somme. Pour l'élection des députés, elle fait partie depuis 2012 de la quatrième circonscription de la Somme.
Elle fait partie depuis 1801 du canton d'Ailly-sur-Noye, qui a été modifié et agrandi dans le cadre du redécoupage cantonal de 2014 en France.

### Intercommunalité
La commune était membre de la communauté de communes du Val de Noye, créée par un arrêté préfectoral du 11 mai 2001, et qui succèdait, conformément aux dispositions de la Loi Chevènement, au district du Val de Noye, créé en 1994.
Dans le cadre des dispositions de la loi portant nouvelle organisation territoriale de la République du 7 août 2015, qui prévoit que les établissements publics de coopération intercommunale (EPCI) à fiscalité propre doivent avoir un minimum de 15 000 habitants, la préfète de la Somme propose en octobre 2015 un projet de nouveau schéma départemental de coopération intercommunale (SDCI) prévoyant la réduction de 28 à 16 du nombre des intercommunalités à fiscalité propre du département.
Après des hypothèses de regroupement des communautés de communes du Grand Roye (CCGR), du canton de Montdidier (CCCM), du Santerre et d'Avre, Luce et Moreuil, la préfète dévoile en octobre 2015 son projet qui prévoit la « des communautés de communes d'Avre Luce Moreuil et du Val de Noye », le nouvel ensemble de 22 440 habitants regroupant 49 communes,. À la suite de l'avis favorable des intercommunalités et de la commission départementale de coopération intercommunale en janvier 2016 puis des conseils municipaux et communautaires concernés, la fusion est établie par un arrêté préfectoral du 22 décembre 2016, qui prend effet le 1er janvier 2017.
La commune est donc désormais membre de la communauté de communes Avre Luce Noye (CCALN).

### Liste des maires
| Période                                  | Période                       | Identité                        | Étiquette | Qualité                                                                                     |
| ---------------------------------------- | ----------------------------- | ------------------------------- | --------- | ------------------------------------------------------------------------------------------- |
| Les données manquantes sont à compléter. |                               |                                 |           |                                                                                             |
| 1792                                     | an IV                         | Antoine Delahaye                |           |                                                                                             |
| an IV                                    | an VIII                       | Pierre Tarlé                    |           |                                                                                             |
| an VIII                                  | an XIII                       | Philippe Fénien                 |           |                                                                                             |
| an XIV                                   | 1816                          | Henri Lefebvre                  |           |                                                                                             |
| 1817                                     | 1821                          | Marie Antoine Augustin Morel    |           |                                                                                             |
| 1821                                     | 1830                          | Charles Barbier                 |           |                                                                                             |
| 1830                                     | 1837                          | Auguste Stanislas Gravet        |           | Membre du conseil d'arrondissement                                                          |
| 1837                                     | 1866                          | Jean-Baptiste Alphonse Lecointe |           | Chevalier de la Légion d'honneur, membre du conseil général                                 |
| 1866                                     | 1867                          | Antoine Auguste Arsène Gourland |           |                                                                                             |
| 1867                                     | 1883                          | Louis Auguste Alphonse Lecointe |           |                                                                                             |
| 1883                                     | 1907                          | Arsène Gourland                 |           |                                                                                             |
| 1908                                     | 1912                          | Clovis Degouy                   |           |                                                                                             |
| 1912                                     | décédé                        | Charles Leconte                 |           |                                                                                             |
| 1912                                     | 1946                          | Céleste Fourny                  |           |                                                                                             |
| 1946                                     | 1953                          | Henri Léméré                    |           |                                                                                             |
| 1953                                     | 1989                          | Marcel Mourier                  |           |                                                                                             |
| 1989                                     | 2014                          | Marc Mourier                    |           |                                                                                             |
| 2014                                     | En cours (au 17 juillet 2020) | Francis Mourier                 |           | Commerçant Vice-président de la CC Avre Luce Noye (2020 → ) Réélu pour le mandat 2020-2026, |

## Population et société

### Démographie
L'évolution du nombre d'habitants est connue à travers les recensements de la population effectués dans la commune depuis 1793. Pour les communes de moins de 10 000 habitants, une enquête de recensement portant sur toute la population est réalisée tous les cinq ans, les populations de référence des années intermédiaires étant quant à elles estimées par interpolation ou extrapolation. Pour la commune, le premier recensement exhaustif entrant dans le cadre du nouveau dispositif a été réalisé en 2004.

En 2022, la commune comptait 303 habitants, en évolution de +1,68 % par rapport à 2016 (Somme : −1,26 %, France hors Mayotte : +2,11 %).
| 1793 | 1800 | 1806 | 1821 | 1831 | 1836 | 1841 | 1846 | 1851 |
| ---- | ---- | ---- | ---- | ---- | ---- | ---- | ---- | ---- |
| 303  | 302  | 308  | 304  | 319  | 332  | 332  | 324  | 300  |

| 1856 | 1861 | 1866 | 1872 | 1876 | 1881 | 1886 | 1891 | 1896 |
| ---- | ---- | ---- | ---- | ---- | ---- | ---- | ---- | ---- |
| 321  | 326  | 318  | 323  | 323  | 267  | 257  | 232  | 222  |

| 1901 | 1906 | 1911 | 1921 | 1926 | 1931 | 1936 | 1946 | 1954 |
| ---- | ---- | ---- | ---- | ---- | ---- | ---- | ---- | ---- |
| 205  | 184  | 203  | 140  | 112  | 128  | 106  | 116  | 108  |

| 1962 | 1968 | 1975 | 1982 | 1990 | 1999 | 2004 | 2006 | 2009 |
| ---- | ---- | ---- | ---- | ---- | ---- | ---- | ---- | ---- |
| 106  | 127  | 96   | 111  | 174  | 195  | 233  | 262  | 249  |

| 2014 | 2019 | 2022 | - | - | - | - | - | - |
| ---- | ---- | ---- | - | - | - | - | - | - |
| 286  | 300  | 303  | - | - | - | - | - | - |

### Enseignement
Les enfants de la commune sont scolarisés par un regroupement pédagogique intercommunal (RPI) qui se transforme en 2017-2018 afin de prendre en compte la croissance des effectifs  en un regroupement pédagogique concentré (RPC)  bipolaire, qui accueillera les enfants de Mailly-Raineval, Sauvillers-Mongival, Aubvillers, Thory, Louvrechy et Rouvrel dans deux sites, à Louvrechy pour la moitié des élèves, soit une soixantaine de la petite section de maternelle au CP, les autres étant scolarisés à Louvrel. La construction des nouveaux locaux a lieu en 2017-2018 et l'ancienne école, qui ne comptait qu'une classe, est transformée pour servir de cantine et de cuisine,.

## Culture locale et patrimoine

### Lieux et monuments
Église Saint-Étienne,
Château
Les sires de Rayneval, d'extraction chevaleresque et s'appelant originellement Des Préaux (voir Raoul des préaux, seigneur de Raineval), ont édifié un château fort avant de s'éteindre au XVe siècle. Détruit pendant la Jacquerie, cet édifice est reconstruit dans les années 1380. En 1386, le Roi Charles VI y vient en visite.
Par alliance au début du XVe siècle, la seigneurie de Raineval entre dans la Maison d'Ailly, qui la conserve jusqu'à sa vente en 1684 par Charles d'Albert d'Ailly, duc de Chaulnes.
La seule partie du XIVe siècle subsistant au XIXe siècle était celle située entre les deux tours de la façade sur le village. Son niveau supérieur, sous le toit, était entièrement occupé par une chapelle du XVIe siècle, surmontée d'une voûte en charpente prenant la forme d'une carène renversée et remarquablement ouvragée. Cette chapelle mesurait environ 11 m de long sur 5,70 m de large. Son aspect est connu par plusieurs gravures. Son décor se caractérisait en particulier par une corniche en bois sculpté, à la base de la voûte, figurant un ruban enroulé autour d'un bâton noueux, placé lui-même en encorbellement au-dessus d'une frise dentelée, ponctuée de petites croix. Cette corniche était supportée par six bouts de poutre formant console, trois sur chaque côté de la chapelle. Sur chacune de ces consoles, l'extrémité portait le blason d'alliance d'une des générations des seigneurs de Raineval au XVe siècle, jusqu'à celui de l'alliance entre Antoine d'Ailly et Marguerite de Melun, mariés en 1518.
Ces derniers firent reconstruire la  partie du château située dans le prolongement de la chapelle, de 1531 à 1538. Cette partie du château s'appuyait sur un pignon en pierre, accolé à la chapelle.
Après le décès en 1560, de François d'Ailly, aîné des fils d'Antoine d'Ailly et Marguerite de Melun, le château de Raineval est le douaire de sa veuve, Françoise de Batarnay, qui y habite jusqu'en 1617. Il est ensuite délaissé par ses successeurs, créés ducs de Chaulnes à partir de 1621. Lors de sa vente, en 1684, par Charles d'Albert d'Ailly, 3e duc de Chaulnes, il est utilisé comme grenier par le fermier de la seigneurie.
En 1684, la seigneurie de Raineval est achetée par Henri de Massué, marquis de Ruvigny qui doit s'exiler après la révocation de l'Edit de Nantes, en 1685.
Après son décès et celui de son épouse, la seigneurie de Raineval est vendue en 1701, par décret, à Joseph de Court, seigneur de Bonvilliers, trésorier de France à Amiens, qui la transmet à l'aînée de ses filles, Marie-Michelle de Court, mariée en 1709 avec Charles Timoléon de Séricourt, seigneur d'Esclainvilliers et Folleville. Ces derniers habitent le château voisin de Folleville et laissent celui de Raineval à leur fille, Marie Michelle de Séricourt, devenue en 1737 la deuxième épouse de Augustin Joseph de Mailly, seigneur d'Haucourt.  

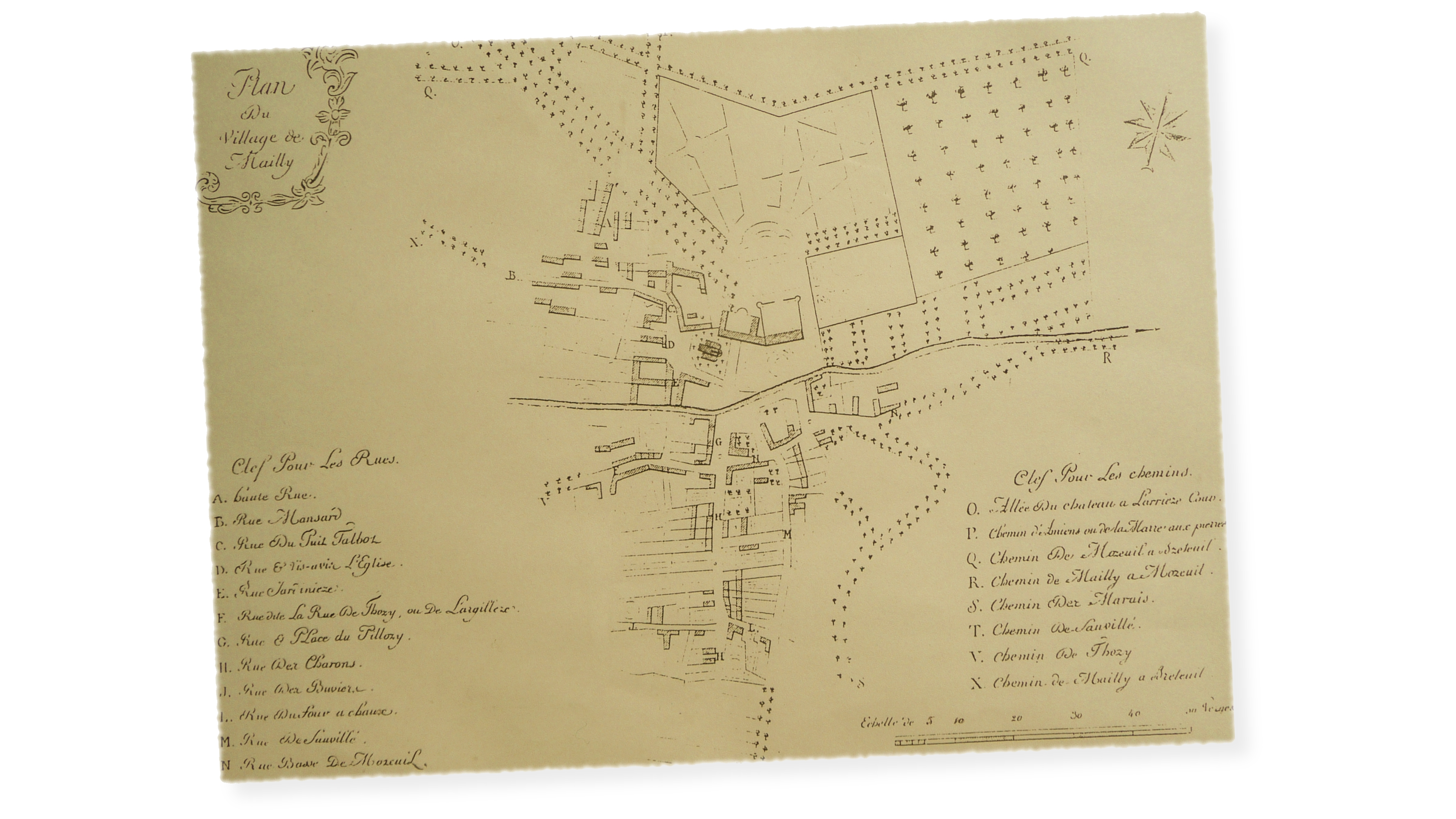
Implantation du château au sein de la seigneurie de Mailly-Raineval en 1763.

À partir de 1777, Augustin-Joseph de Mailly d'Haucourt entreprend de grands travaux au château, devenu en 1744 le siège du comté de Mailly-Raineval. Il fait raser le donjon du vieux château de Raineval, aménager un nouveau corps de logis en faisant reconstruire à neuf la façade Nord-Est et en faisant percer de larges ouvertures dans les courtines subsistantes du côté opposé. En 1780, Augustin Joseph de Mailly perd par soin remariage, son usufruit sur Mailly-Raineval, qu'il doit laisser à son fils, Louis-Marie de Mailly, duc de Mailly. Il lui laisse un édifice dont la reconstruction n'est pas terminée. Louis-Marie de Mailly fait poursuivre les travaux, qui sont définitivement interrompus en 1791, par les troubles de la Révolution.
Vendu après la mort, sans postérité, de Louis-Marie de Mailly, en 1792, le château passe entre différentes mains au XIXe siècle. Revendu en 1876, il est en grande partie détruit en 1879.
La grille d'entrée, datant des travaux menés au XVIIIe par le maréchal de Mailly, est alors remontée près de Paris, devant le château de Maisons-Laffitte, où elle se trouve toujours.
Les éléments subsistant du château de Mailly-Raineval, principalement des constructions du Moyen Âge. sont à leur tour détruits en juillet 1885. Les derniers vestiges sont fortement endommagés pendant la Première Guerre mondiale,.
Il ne reste de nos jours qu'une tour circulaire éventrée et la base des puissants contreforts qui épaulaient les courtines.

Le château vers la fin du XVIIIe siècle
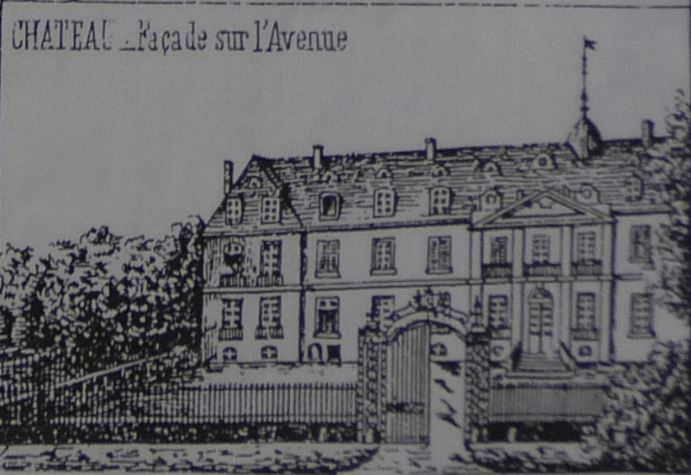
Façade du château avant la Révolution française.
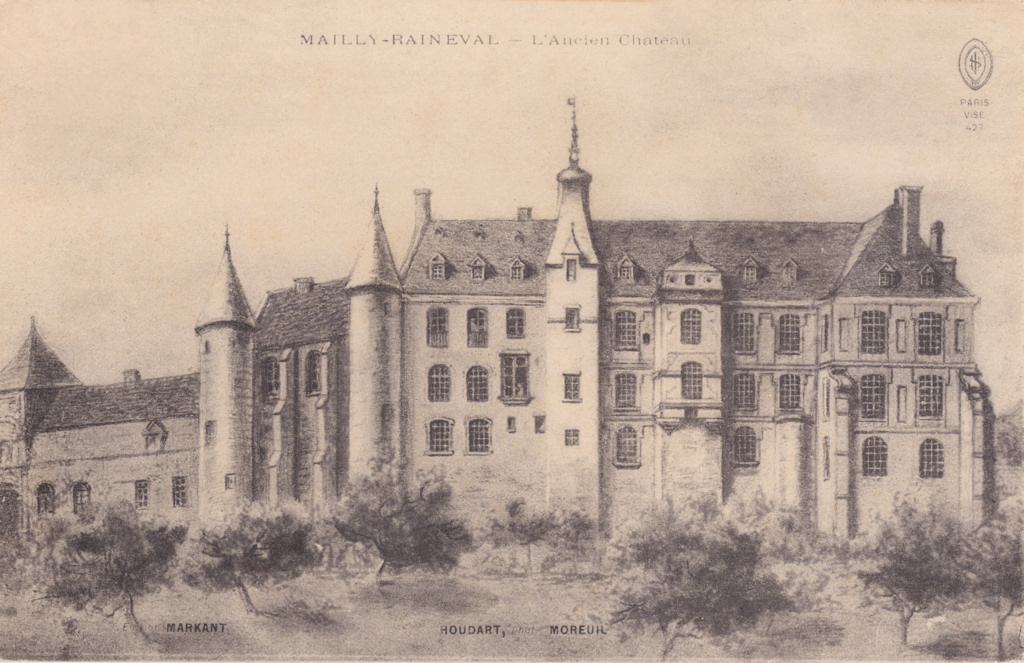
Le château vu côté village.

- Le château aux XXe et XXIe siècles

Le château aux
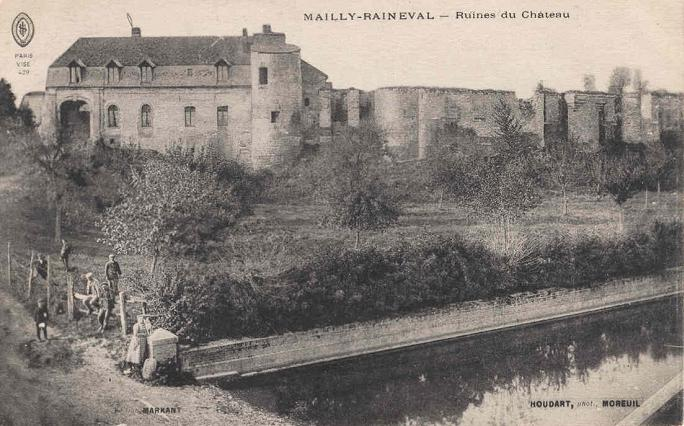
Le château à l'aube de la Grande Guerre.
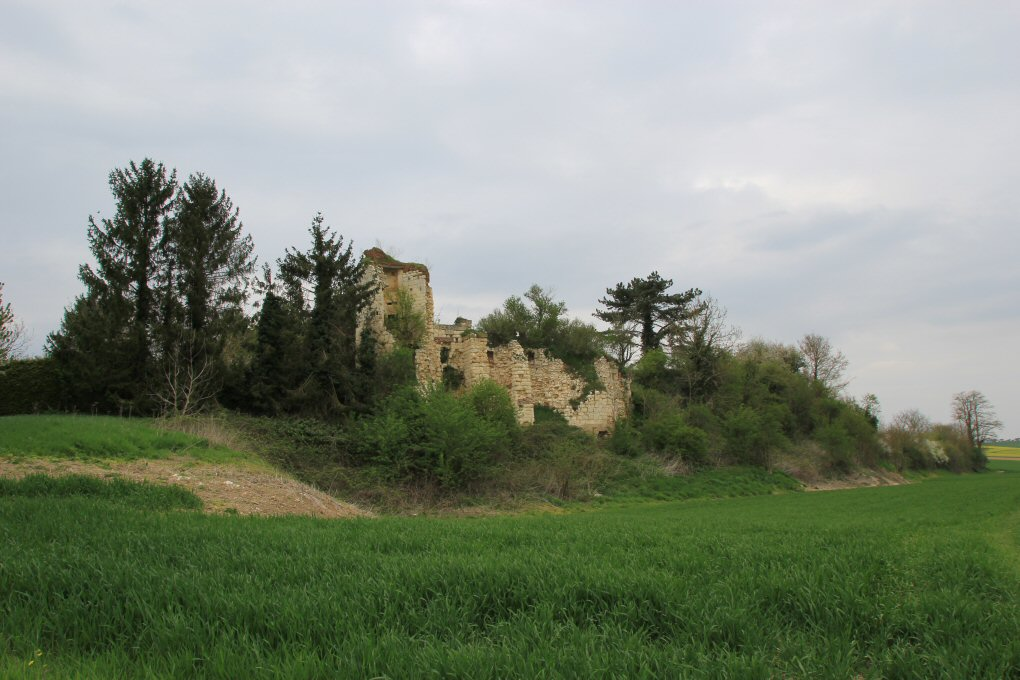
Les restes du château au début du XXIe siècle - Vue d'ensemble.

### Personnalités liées à la commune
- Augustin-Joseph de Mailly (5 avril 1708 à Villaines-sous-Lucé – 25 mars 1794 à Arras, Pas-de-Calais), marquis d'Haucourt et baron de Saint-Amand, est un officier général français, élevé en 1783 à la dignité de maréchal de France. Il est chargé de la défense du palais des Tuileries lors de la journée du 10 août 1792. Il obtient en 1744 du roi Louis XV, l'érection de la seigneurie de Raineval en comté de Mailly.

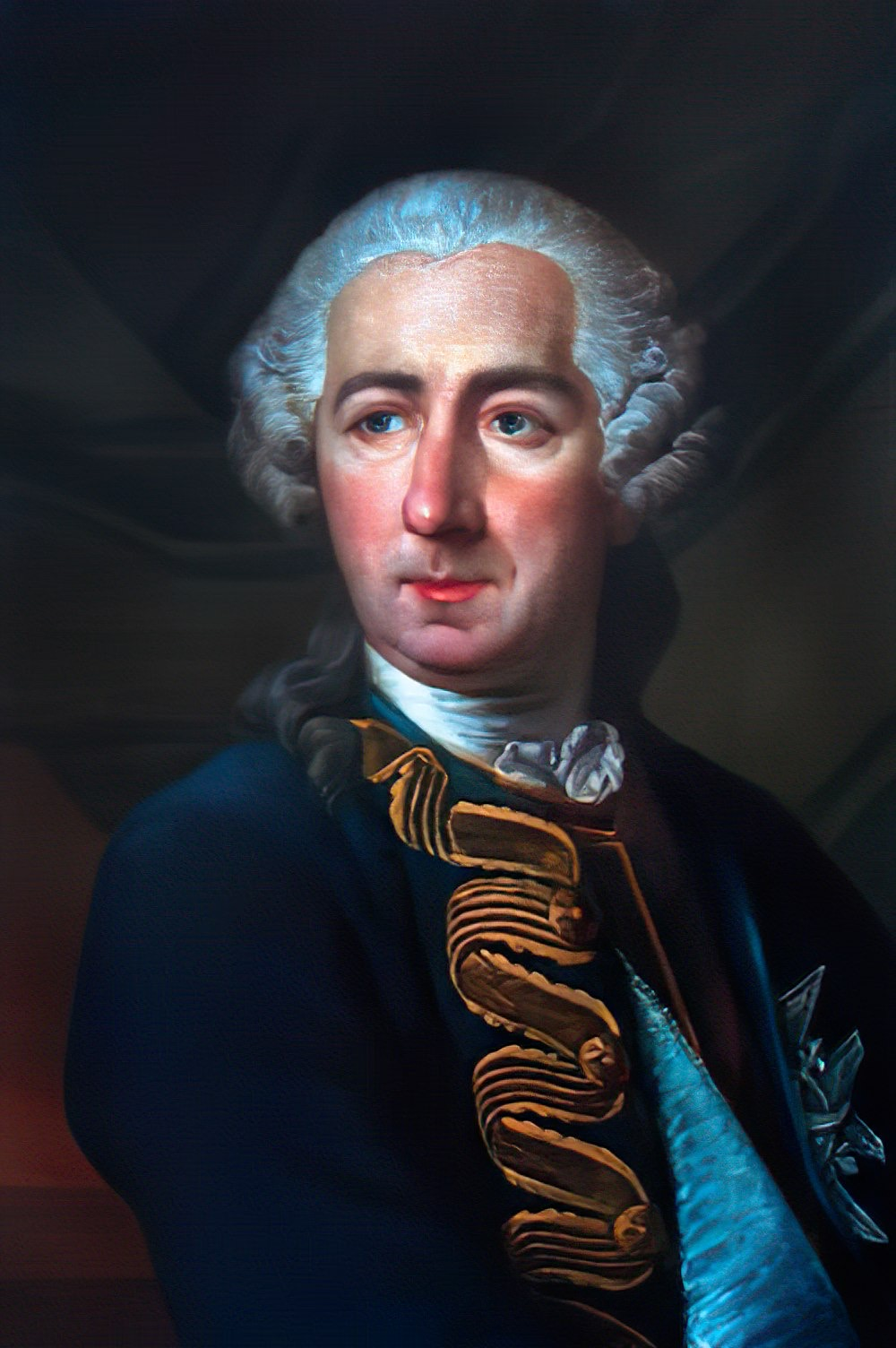
Buste de Joseph-Augustin de Mailly.
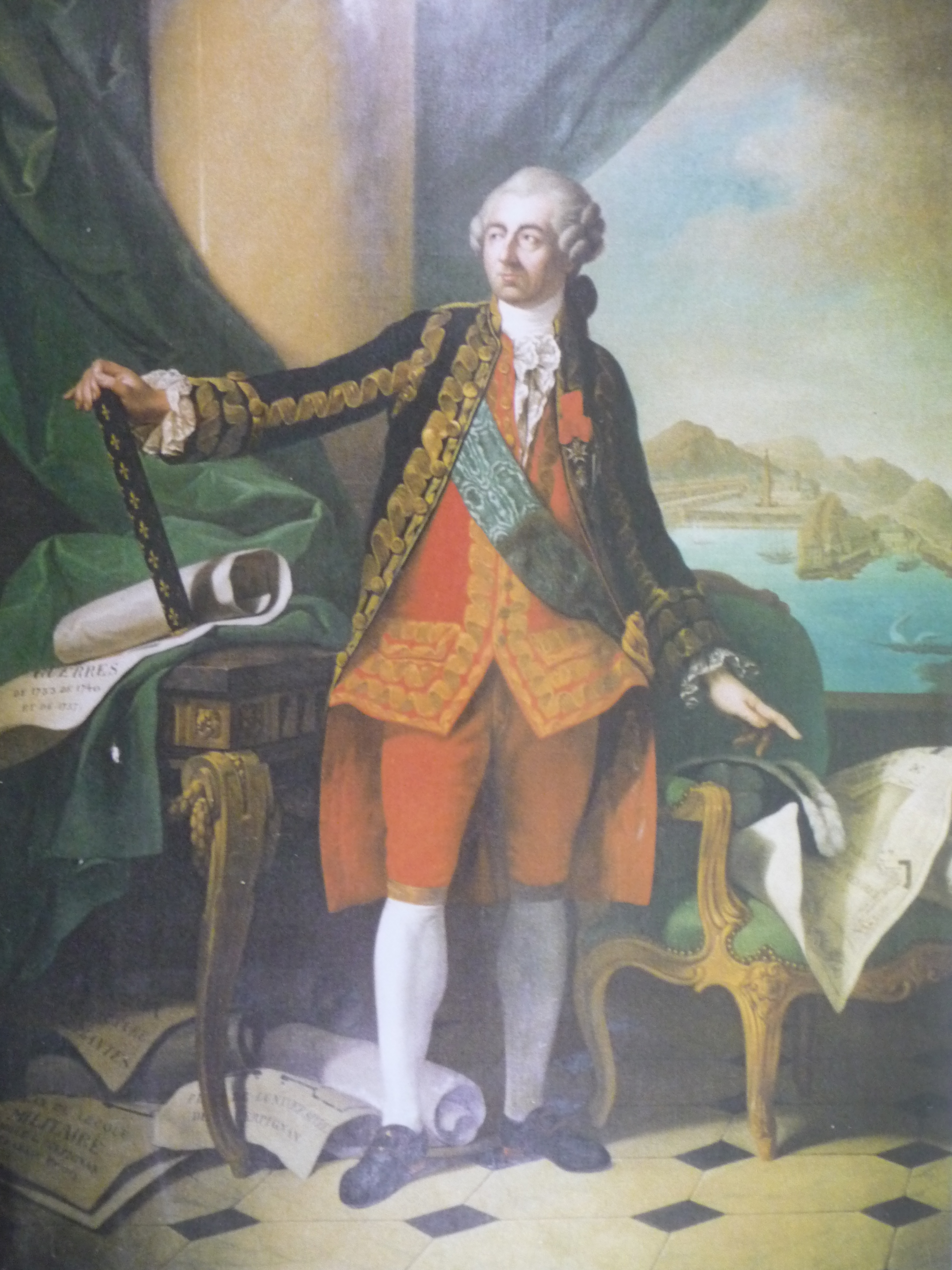
Joseph-Augustin de Mailly.

- Louis-Marie de Mailly, né à Mailly-Raineval le 28 novembre 1744, il est ondoyé le lendemain dans la chapelle du château, avant d'être baptisé le 5 octobre 1745 dans l'église de Sauvillers-Mongival. Il est le fils d' Augustin-Joseph de Mailly, qui précède, plus tard maréchal de France, et de sa deuxième épouse, Marie Michelle de Séricourt d'Esclainvilliers, dame de Raineval. Officier, il termine sa carrière militaire avec le grade de maréchal de camp.

En 1789, il est élu par le Bailliage de Péronne, député de la noblesse aux États-généraux. Il meurt le 6 décembre 1792, sans postérité.
- Adrien de Mailly, comte de Mailly-Nesle, né le 19 février 1792 à Paris, baptisé le 8 décembre 1792 à Mailly-Raineval, fils d'Augustin-Joseph de Mailly , maréchal de France, et de Blanche-Charlotte-Marie de Narbonne-Pelet, sa troisième épouse. Mort le 1er juillet 1878 au château de La Roche-Mailly (Sarthe).

### Héraldique
| Blason de Mailly-Raineval | Blason  | Écartelé : au premier et au quatrième d'or à la croix de sable chargée de cinq coquilles d'argent, au deuxième et au troisième d'or aux trois maillets de sinople. Ornements extérieursCouronne murale : trois tours Soutiens : une branche de chêne et une branche de laurier Décorations : Croix de guerre 1914-1918. Devise / CriHongne qui vonra (grogne qui voudra) |
| Blason de Mailly-Raineval | Détails | Le blason combine les blasons de deux familles seigneurs du lieu : les De Mailly (d'or à trois maillets de sinople) et les De Rayneval (d'or à la croix de sable chargée de cinq coquilles d'argent). Armes parlantes (maillets). Utilisé, le statut officiel reste à déterminer.                                                                                        |

## Pour approfondir